# Óscar Fanjul
Óscar Fanjul Martín (Santiago, Chile, 1949) es un economista español. Fue el primer presidente de la multinacional petrolera y gasística Repsol.

## Biografía
Nació en Santiago de Chile en 1949, en el seno de una familia de republicanos exiliados. Se trasladó a España en 1960. Óscar Fanjul estudió económicas en la Universidad Complutense de Madrid, donde es catedrático de Economía. También ha estudiado en el Instituto de Tecnología de Massachusetts (MIT).
Su carrera da un giro cuando, a propuesta del entonces ministro de Industria Carlos Solchaga pasa al Instituto Nacional de Industria en 1982. Será nombrado presidente del Instituto Nacional de Hidrocarburos en 1985 cuando Claudio Boada se incorpora al Banco Central Hispano. En 1987, tras la reestructuración de los activos petroleros del Instituto Nacional de Hidrocarburos, nace Repsol y Óscar Fanjul es nombrado su presidente. Durante su etapa destaca la salida a Bolsa (OPV) de la petrolera y la entrada de dos accionistas históricos: BBVA y Pemex. Será relevado en 1996 por Alfonso Cortina.
Posteriormente ejerce distintos cargos de responsabilidad en empresas como Deoleo o Unilever. Consejero delegado de Omega Capital. Se incorporó al Consejo de Administración de Ferrovial en julio de 2015. En 2024 fue nombrado Presidente no ejecutivo en Cellnex. También lanzó la gestora de capital riesgo HWK.